# Довбени (Воложинский район)
Довбе́ни (бел. Даўбе́ні) — деревня в Воложинском районе Минской области Беларуси. Входит в состав Воложинского сельсовета.

## История
В 1940—1973 годах центр Довбенского сельсовета.
До 30 октября 2009 года деревня входила в состав Бобровичского сельсовета.

## Достопримечательность
- Спасо-Преображенская церковь[бел.] 1869 г.[4]